# Phasmidiasta
Phasmidiasta är ett släkte av steklar. Phasmidiasta ingår i familjen bracksteklar.
Kladogram enligt Catalogue of Life:
| Phasmidiasta | \| \| Phasmidiasta ecuadorensis \| \| \| \| \| \| Phasmidiasta effecta \| \| \| \| \| \| Phasmidiasta lia \| \| \| \| \| \| Phasmidiasta malaysiae \| \| \| \| |
|              | \| \| Phasmidiasta ecuadorensis \| \| \| \| \| \| Phasmidiasta effecta \| \| \| \| \| \| Phasmidiasta lia \| \| \| \| \| \| Phasmidiasta malaysiae \| \| \| \| |
|              | Phasmidiasta ecuadorensis |
|              | |
|              | Phasmidiasta effecta |
|              | |
|              | Phasmidiasta lia |
|              | |
|              | Phasmidiasta malaysiae |
|              | |